# Parszyna (przystanek kolejowy)
Parszyna (biał. Паршына, ros. Паршино) – przystanek kolejowy w pobliżu miejscowości Parszyna, w rejonie horeckim, w obwodzie mohylewskim, na Białorusi. Położony jest na linii Orsza - Krzyczew - Uniecza.